# Csörötnek
Csörötnek (Duits: Schriedling) is een plaats (község) en gemeente in het Hongaarse comitaat Vas. Csörötnek telt 935 inwoners (2001).